# كينتارو وادا
كينتارو وادا (باليابانية: 和田 健太郎) (28 يونيو 1996 في كيوتو في اليابان – )؛ هو لاعب كرة قدم سابق كان يلعب كمهاجم.

## وصلات خارجية
- كينتارو وادا على موقع رابطة كرة القدم اليابانية للمحترفين (اليابانية)
- كينتارو وادا على موقع Soccerway.com (الإنجليزية)